# Букурещки договор (1913)
Вижте пояснителната страница за други значения на Букурещки договор.
Букурещкият договор, сключен на 28 юли (10 август по нов стил) 1913 г. между Румъния, Сърбия, Черна гора и Гърция, от една страна, и България, от друга, е един от двата договора (наред с Цариградския), които слагат край на Втората балканска война.
Под натиска на румънските войски, достигнали околностите на София, България е принудена да отстъпи Южна Добруджа на Румъния и да се откаже от претенциите си за Македония. Съгласно договора Сърбия получава Вардарския, а Гърция – Егейския дял на областта. За България остават Пиринският край и Западна Тракия. Тя отказва да приеме тези условия за окончателни и по време на Първата световна война се присъединява към Централните сили, за да потърси реванш от Сърбия.
По преценка на Едуард Грей (британски външен министър през 1905 – 1916) „всеки мир на Балканите бе невъзможен, докато Букурещкият договор съществуваше“.

## Предистория

### Свикване на Букурещката конференция
Две седмици след началото на Междусъюзническата война България изпада във военна безизходица. Докато основните ѝ сили воюват в Македония срещу сърби и гърци, от север в страната нахлуват румънски войски, а от югоизток – османски. На 5 юли правителството на Васил Радославов обявява, че е съгласно да отстъпи на Румъния Южна Добруджа, и иска примирие. В отговор румънският министър-председател Титу Майореску отправя покана към воюващите страни за мирни преговори в Букурещ. България откликва първа и изпраща свои представители в румънската столица на 13 юли. Три дни по-късно в Букурещ пристигат и делегациите на бившите български съюзници – Гърция, Сърбия и Черна гора.

### Делегати
- Румъния: Титу Майореску (председател на конференцията), Александре Маргиломан (министър на финансите), Таке Йонеску (министър на вътрешните работи), др.
- Гърция: Елевтериос Венизелос (министър-председател), Димитриос Панас (пълномощен министър), Николаос Политис, др.
- Сърбия: Никола Пашич (министър-председател), Михайло Ристич (пълномощен министър в Букурещ), Мирослав Спалайкович, др.
- Черна гора: Янко Вукотич (министър-председател), Иван Матанович.
- България: Димитър Тончев (финансов министър), Иван Фичев (началник на генералния щаб), Сава Иванчов, Симеон Радев, Константин Станчов, др.[4]

### Преговори
Букурещката конференция започва на 17 юли. В това време военните действия продължават, защото Сърбия и Гърция настояват за уговаряне на мирните условия преди огънят да бъде прекратен. Успешният отпор на българите край Кресненския пролом обаче склонява Гърция на примирие (18 юли). На 21 юли е постигнато споразумение за новата граница между България и Румъния, но усилията на българските дипломати да спечелят румънска подкрепа срещу сърби и гърци остават безуспешни. Българо-сръбските и българо-гръцките гранични въпроси са уредени до 24 юли. Първоначално Пашич предлага за граница река Струма. Това предложение не е прието, но българите са принудени да се откажат от Щип, Радовиш и Кочани, които владеят до войната. Венизелос поисква цялото егейско крайбрежие до село Макри (няколко километра западно от Дедеагач), но под натиска на останалите участници в конференцията намалява претенциите си. Русия и Австро-Унгария се намесват в полза на България в преговорите за Кавала, но Венизелос си издейства подкрепа от други две велики европейски сили – Франция и Германия. В крайна сметка българските делегати отстъпват Кавала под заплахата на Майореску, че румънските войски ще окупират София.

## Клаузи на договора

### Териториални
България отстъпва на Румъния областта на север и изток от линията Тутракан – Екрене, включително двете селища (чл. II). София признава за сръбски териториите на запад от вододела на Вардар и Струма заедно с горното поречие на Струмешница (чл. III). Българо-гръцката граница е прокарана по билото на Беласица на изток до устието на Места (чл. V). Така в пределите на Гърция влизат редица градове и области, завзети от българите през войната с Османската империя – Кукуш, Сяр, Драма и Кавала.

### Военни
С чл. VI на договора българското правителство се задължава да сведе в кратък срок армията си до мирновремения ѝ състав. Демобилизацията трябва да бъде извършена ден след като армейските щабове на страните по договора си разменят официални съобщения за подписването му.
Изтеглянето на чуждестранните войски от българска територия трябва да започне след разпускането на българските запасняци и да продължи най-много 15 дни (чл. VII). Дотогава румънската армия остава зад демаркационна линия между Свищов и Ловеч (на изток), Лом и Берковица (на запад), Арабаконак, Мирково и Златица (на юг).
В срок от две години (до 1915) България трябва да срине всички укрепления по новата граница с Румъния и се ангажира да не строи нови около Русе, Шумен и в 20-километров периметър от Балчик (чл. II).

### Други
Договорът урежда размяната на военнопленниците „по възможност в най-скоро време“ и финансови компенсации за разходите по издръжката им (чл. IX). Определя се 15-дневен срок за ратифициране на договора и обмен на ратификациите (чл. X). Предвиждат се също смесени комисии за подялба на имуществото и капиталите на общините, разделени от новите граници (чл. II, III, V).